# Antônio Soriano
Antônio Soriano (Santo Ângelo, 15 de janeiro de 1944 - Porto Alegre, 25 de julho de 2016) é um pintor gaúcho com destaque nacional, neto do espanhol José Ibañez Soriano (ourives e sócio da antiga Joalheria Ibañez  em Porto Alegre).[carece de fontes?]
Soriano militou na publicidade, atividade que lhe rendeu prêmios. Foi aluno de Rubens Galant Costa Cabral e de Ado Malagoli, o pintor vive na região sul de Porto Alegre, onde mantém seu atelier.[carece de fontes?]

## Premiações
O artista recebeu as seguintes premiações:
- 1967 - Prêmio III Salão Cidade de Porto Alegre
- 1968 - I mostar individual na Galeria de Arte Aliança Francesa
- 1969 - Menção honrosa no 77º Salão Nacional de Belas Artes - Rio de Janeiro
- 1971 - II Bienal da Bahia
- 1974 - Mostra individual na Assembléia Legislativa do Rio Grande do Sul
- 1975 - Prêmio Rede Brasil Sul salão do Jovem Artista
- 1976 - Prêmio Jornal do Comércio
- 1981 - Prêmio CRT
- 1982 - Prêmio CRT
- 1983 - Prêmio Jeca Tatu, Academia Brasileira de Letras
- 1985 - Prêmio CRT
- 1986 - Individual na Galeria Realce - Porto Alegre
- 1987 - Individual na Galeria Agência de Arte - Porto Alegre
- 1989 - Individual nas Galerias Alencastro Guimarães - Porto Alegre, e Galeria Antônio Caringi - Pelotas
- 1990 - Individual na Galeria Alencastro Guimarães - Porto Alegre
- 1991 - Galeria Garfite - Uruguaiana
- 1992 - Individual na Galeria Alencastro Guimarães - Porto Alegre
- 1993 - Galeria de Beatriz Telles Ferreira - Florianópolis
- 1995 - Paisagens Imaginárias - Galeria Belas Artes - Rio de Janeiro
- 1996 - Galeria DA VERA - Porto Alegre
- 1998 - Galeria de Beatriz Telles Ferreira - Florianópolis
- 2001 - Casa & Cia (Porto Alegre), Artes e Quadros (Caxias do Sul) e Espaço Corte Real (Porto Alegre)
- 2002 - Individual na Galeria Espaço Corte Real - Porto Alegre
- 2006 - Individual na Galeria DA VERA - Porto Alegre
- 2007 - Individual na Galeria CASA ARTE - Porto Alegre